# Kristotomus tangi
Kristotomus tangi är en stekelart som beskrevs av Gupta 1990. Kristotomus tangi ingår i släktet Kristotomus och familjen brokparasitsteklar. Inga underarter finns listade i Catalogue of Life.